# Polaroïd (film)
Pour plus de détails, voir Fiche technique et Distribution.
Polaroïd est un film grec réalisé par Angelos Frantzis et sorti en 2000.

## Synopsis
Pendant la coupe du monde de football de 1998, un groupe de jeunes gens décident de s'affranchir de la culture populaire dominante (et dominée par le football) et donc de monter un spectacle. Leurs problèmes personnels rejoignent la fiction.

## Fiche technique
- Titre : Polaroïd
- Réalisation : Angelos Frantzis
- Scénario : Angelos Frantzis et Spyros Krimbali
- Direction artistique :
- Décors : Nikos Kasapaki
- Costumes : Marilena Theodorakou
- Photographie : Georges Leurquin
- Son : Panayiotis Tzelekis
- Montage : Kostas Dallas
- Musique : Coti K Antonis P., Michalis D. et Eisodos Kindynou
- Production :  Inkas Film & TV Productions, Kino S.A., PPV S.A.
- Pays d'origine :  Grèce
- Langue : grec
- Format :  Couleurs
- Genre : comédie musicale
- Durée : 92 minutes
- Dates de sortie : 16 juin 2000

## Distribution
- Stratis Vouyoucas
- Ektoras Kollias
- Thalia Protonotariou
- Korina Pateli
- Peggy Trikalioti
- Angelos Frantzis

## Récompenses
- Sélection au Festival international du film de Thessalonique 2000